# Hương đậu
Hương đậu (danh pháp khoa học: Lathyrus odoratus) là một loài thực vật có hoa trong họ Đậu, là thực vật bản địa của miền Đông Địa Trung Hải.
Đây là loài thân leo một năm, mọc đến độ cao 1-2 mét nếu có giàn đỡ. Lá phân thành hai thùy và có tay cuốn để bám vào các cây hoặc giá đỡ xung quanh. Hoa của các cá thể mọc hoang dại có màu tím, đường kính khoảng 2-3,5 cm. Các giống cây trồng thường có hoa lớn hơn và màu sắc biến đổi.
Loài một năm L. odoratus này có thể bị lẫn với loài đậu lâu năm L. latifolius.
Hoa hương đậu mùi hương rất thơm. Loại hoa này được bầu chọn là 1 trong 10 loài hoa thơm nhất thế giới.

## Kĩ thuật trồng hương đậu[4]
Thời vụ và nhiệt độ trồng hoa hương đậu
Thời điểm trồng hoa hương đậu thường tiến hành vào cuối tháng 9 đầu tháng 10, cho hoa vào Tết âm lịch. Cây hương đậu ưa ánh sáng, đủ ẩm, đất thịt nhẹ có độ pH kiềm 7-8. Cây chịu rét giỏi nên là cây của vụ đông xuân.
Kỹ thuật trồng trọt cây hương đậu
Cây hương đậu trồng thẳng như cây đậu khác. Đất làm kỹ, phẳng, vơ hết cỏ, đánh rạch dọc luống cách nhau 50 cm. Tra mỗi gốc 3 hạt cách nhau 40 cm. Rạch được bón phân lót trước đó bằng phân mùn trộn đều: 3m3 phân chuồng hoai, 5 kg lân, 3 kg Kali rồi bón lót cho 1 sào.
Bỏ hạt xuống hốc rãnh rồi tưới ẩm. Sau đó lấp đất dày 2 cm, không nên lấy sâu, cây khó mọc hay bị kiến cắn mầm. Khi lấy chừa lại ít đất mép rạch để vun 2-3 lần sau này. Hạt tốt, sau 1 tuần nảy mầm. Nếu đất khô cần tưới, đất ẩm sau mưa, sau tưới hay bị váng mặt, phải xới xáo phá váng cho cây dễ mọc. Khi cây mọc bắt đầu ra lá thật, nếu đất xấu phải tưới phân loãng ¼ hay đạm hoà thật loãng để cây có điều kiện vươn cao.
Chăm sóc cây hương đậu
Khi cây có 3-4 lá nên tưới thúc bằng nước phân loãng. Từ đây trở đi cây không cần bón đạm nữa vì cây tự cố định được đạm khí trời. Vun và cắm giàn. Giàn làm kiểu mái nhà cho cây phân bố đều. Lúc này cần bấm ngọn để cây phát triển nhanh. Nếu trồng 2-3 hạt một hốc thì không cần nhiều nhánh lắm. Từ khi cắm giàn cho đến khi có nụ có thể xới, vun gốc. Từ lúc có hoa trở đi chỉ vun gốc bằng cách hót đất phủ lên gốc. Cứ sau mỗi tuần lại tưới phân thúc 1 lần liều lượng tăng dần cây sẽ cho nhiều hoa.
Người trồng hoa thường dùng cây hóp trúc nhỏ cắm làm cao khoảng 2m trở lên như giàn đậu đũa. Thỉnh thoảng tỉa bớt lá già, lá vàng dưới gốc cho thoáng. Từ lúc gieo hạt xuống đến lúc có hoa từ 95-105 ngày.
Nhân giống cây hương đậu
Để có giống trồng cho vụ sau, người ta thường chọn 1-2 chùm hoa để thành quả ở đợt thứ 2-3. Chọn lấy quả đều, không bị sâu bệnh, phát triển bình thường. Thu quả từ lúc chưa khô, treo vào nơi khô mát. Sau khi buộc các cuống quả thành túm cho quả chín và khô dần. Khi khô hẳn đem phơi giòn đập lấy hạt, phơi lại rồi nhặt hạt tốt để bảo quản.
Hạt đậu cũng như hạt hoa hương đậu hay bị mốc và mất sức nảy mầm. Để tránh làm hạt mốc, mất sức nảy mầm thì không nên sờ tay có mồ hôi dính vào hạt, trong quá trình bảo quản hạt trong chai lọ tránh mở ra mở vào. Khi cho vào bình bằng sứ, sành nên lót phía trên một ít lá chuối khô, đậy bằng giẻ khô.
Phòng chống sâu bệnh
Cây hương đậu vì có nhiều đạm nên hay bị sâu phá hoại nhiều hơn. Bướm sâu đục quả thường để trứng ngay trong hoa. Bệnh rỉ sắt gây nên các vết màu nâu trên lá, cần phun Simel 1-2% hoặc phun Booc đô. Tốt nhất là xử lý hạt trước khi trồng và đất trồng bằng Falizan, Cerezan nồng độ 1-3%. Ngoài ra thân hương đậu cũng thường bị bệnh vi khuẩn thối nhũn, Dinilin 2-3% là thuốc phòng trừ tốt.

## Hình ảnh

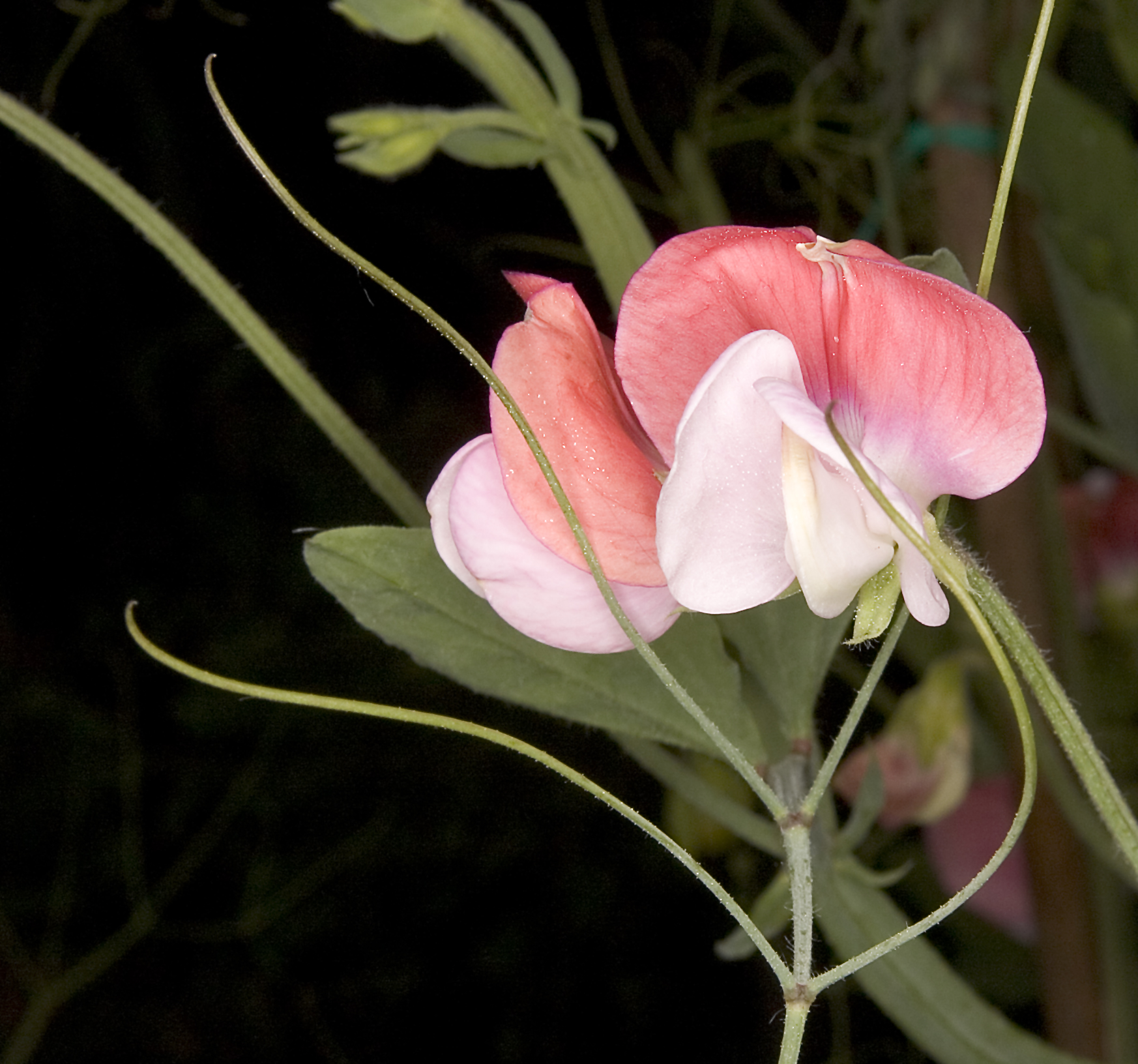
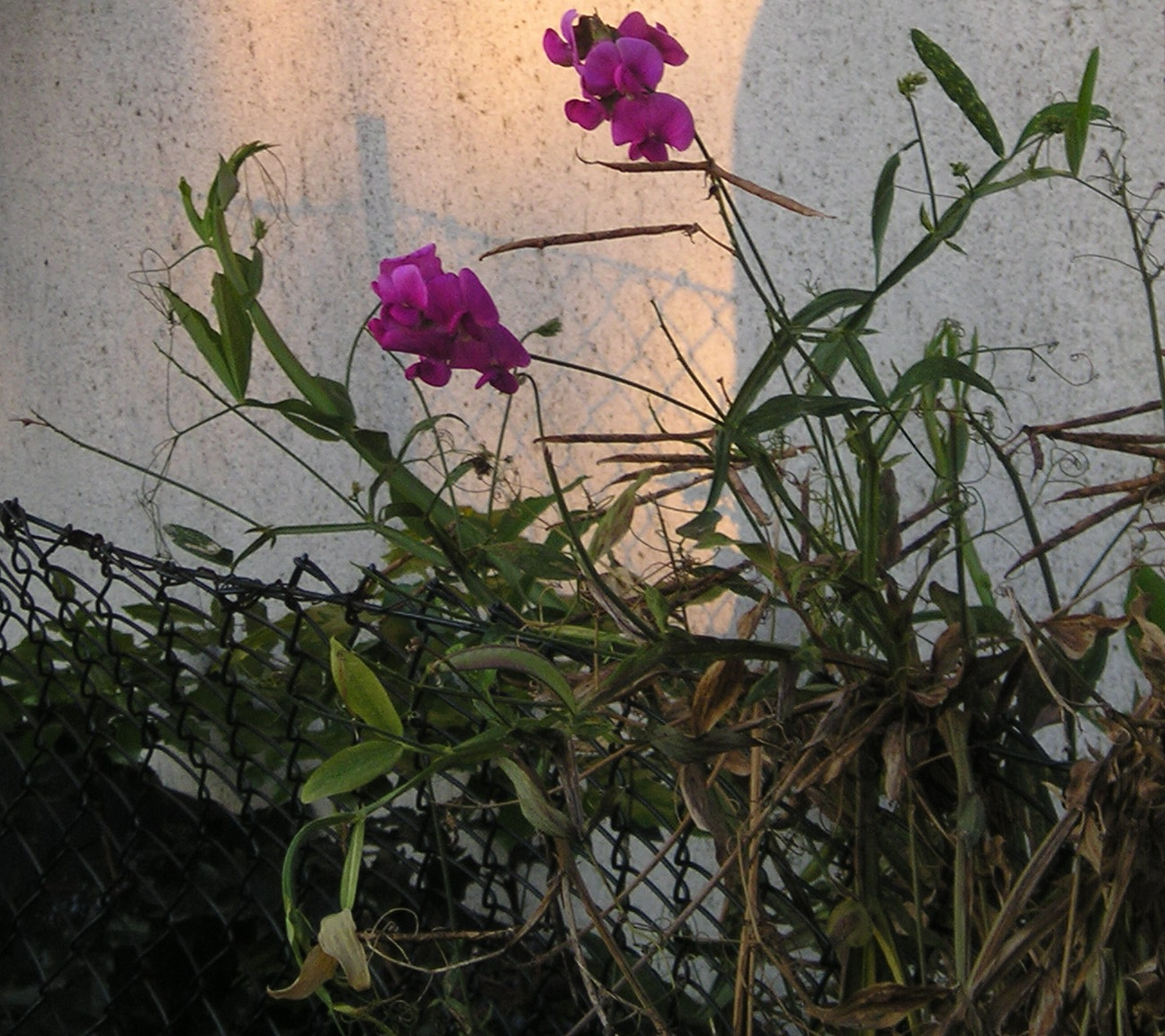
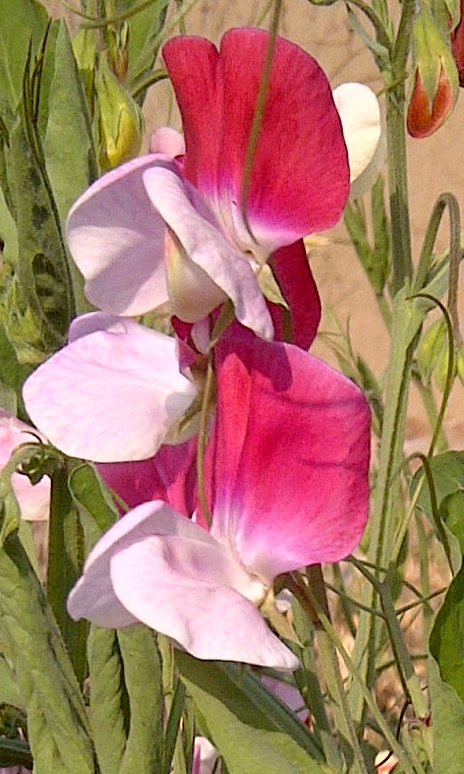
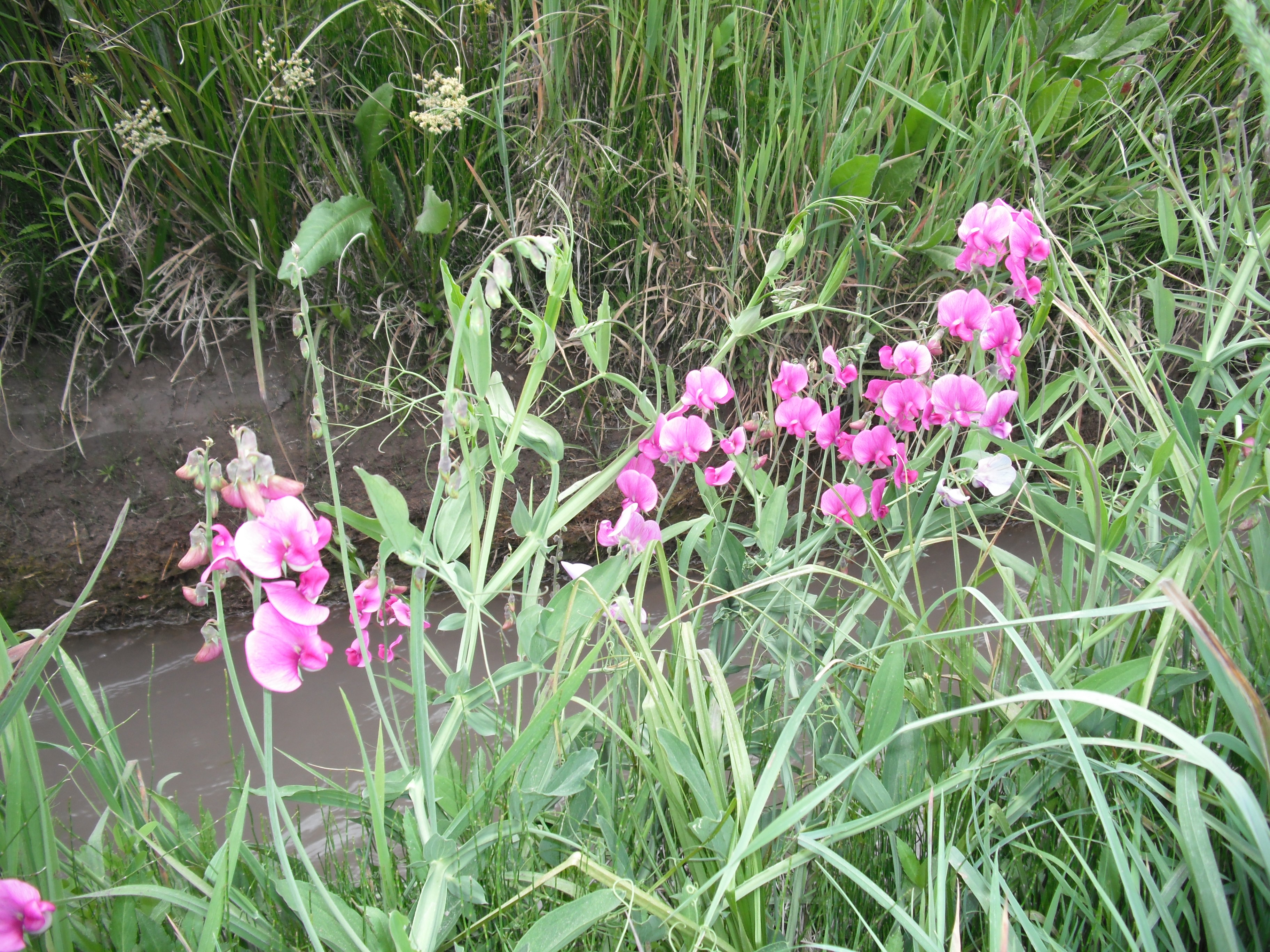